# Laborel
Laborel település Franciaországban, Drôme megyében. Lakosainak száma 114 fő (2022. január 1.). Laborel Étoile-Saint-Cyrice, Sainte-Colombe, Chauvac-Laux-Montaux, Izon-la-Bruisse, Montauban-sur-l’Ouvèze és Villebois-les-Pins községekkel határos.

## Népesség
A település népességének változása:
| Lakosok száma | 110  | 102  | 123  | 102  | 110  | 106  | 102  | 98   | 103  | 114  |
|               | 1968 | 1982 | 1990 | 2006 | 2013 | 2015 | 2017 | 2019 | 2020 | 2022 |